# Friedrich Magnus III. zu Solms-Wildenfels
Friedrich Magnus III. Graf zu Solms-Wildenfels (* 26. Januar 1811 in Wildenfels; † 24. März 1883 in Dresden) war ein deutscher Standesherr, Offizier und Politiker.

## Familie und Leben
Solms-Wildenfels war der Sohn von Friedrich Magnus II. Graf zu Solms-Wildenfels (1777–1857) und dessen Ehefrau Auguste Caroline zu Erbach-Erbach (* 19. August 1783 in Erbach; † 11. Juni 1833 in Wildenfels), der Tochter des Franz Graf zu Erbach-Erbach. Solms-Wildenfels heiratete am 5. Oktober 1843 Ida von Castell-Castell (* 31. März 1817; † 2. September 1882). Erbe wurde der Sohn Friedrich Magnus IV. Graf zu Solms-Wildenfels (1847–1910).
Solms-Wildenfels wurde nach dem Tod des Vaters 1857 regierender Graf der Herrschaft Wildenfels. Als solcher war er erbliches Mitglied der Ersten Kammer des Sächsischen Landtags.